# オンフィーム

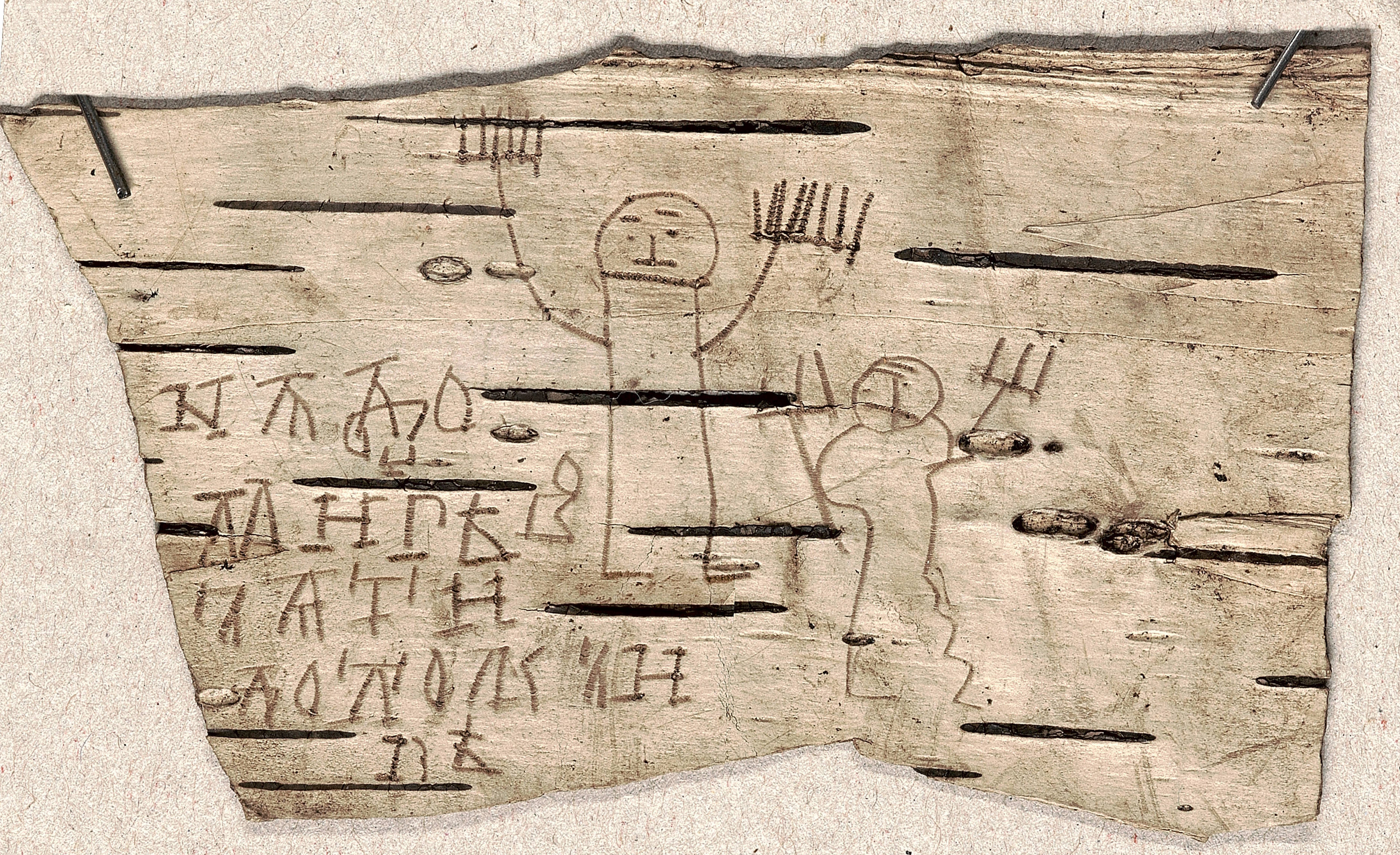
オンフィームの文字と絵（No.210）

オンフィーム（ロシア語: Онфим。古代ギリシア語: Άνθιμος（ロシア語表記Анфим / アンフィーム）に由来する）は13世紀のノヴゴロドの少年である。少年時のオンフィームが記した文字や文、絵が複数発見されており、記述した当時のオンフィームは6、7歳だったと推測されている。
オンフィームの文字や絵は白樺の樹皮（樺皮）に書かれており、ルーシ（ロシア・ウクライナ・ベラルーシ）のこれらの史料は白樺文書と呼ばれる。オンフィームによるとされる文字入りの種皮はNo.199～210、331の識別番号が付けられている。なお、絵のみの樹皮には番号はないが、1963年の研究書では5枚の絵にА、Б、В、Г、Д（ABVGD。現ロシア語キリル文字アルファベットの最初から5つ）の識別記号が振られている。

## 年代
No.331を除く、オンフィームの白樺文書No.119～210と絵は1956年7月13日から14日にかけて発見された。おそらく、オンフィームはこれらを全て同時に遺失したものと推測され、それにより同一ヵ所から出土することとなった。発見後間もなくの1963年の段階では、1224 - 1234年間の地層からの出土と記録されていた。しかし、1996年に、No.331が1268 - 1299年間の地層から発見され、その特徴からオンフィームによる文書であることが判明した。現時点では、考古学的検証から、1234年から1268年にかけて書かれたものと考えられている。

## 白樺文書の内容

### 白樺文書
白樺（各種のカバノキ属）の樹皮を筆記媒材として用いる文化は、モンゴル、チベット、北インド、スカンディナヴィア、北米などの広域に渡って確認される。ルーシの白樺文書は、加工・加圧した樹皮に、鉄製・骨製のペンで文字を彫って記述した。この筆記具は今でいえばスタイラスであるが、中世のものはписало / ピサロと呼ばれる。ルーシでは、（環境的特質もあるが、）ノヴゴロドの地層から特に多く発見されており、ノヴゴロドの他にはスタラヤ・ルーサ、プスコフ、トルジョーク、スモレンスクなど（以上現ロシア）、ズヴェヌィホロド（現ウクライナ）、ムスツィスラウ、ヴィツェプスク（現ベラルーシ）などから出土している。羊皮紙の多くが宗教・政治に関する重要事項を記述したものであるのに対し、白樺文書は個人の手紙、商取引の連絡事項、メモや羊皮紙の下書きなど日常的な用途に用いられた。ノヴゴロドの白樺文書の書き手の多くは商人、手工業者、農民などの、女性を含む一般市民であり、当時の口語や方言的特徴（古ノヴゴロド方言）も見られる。

### 文字・文

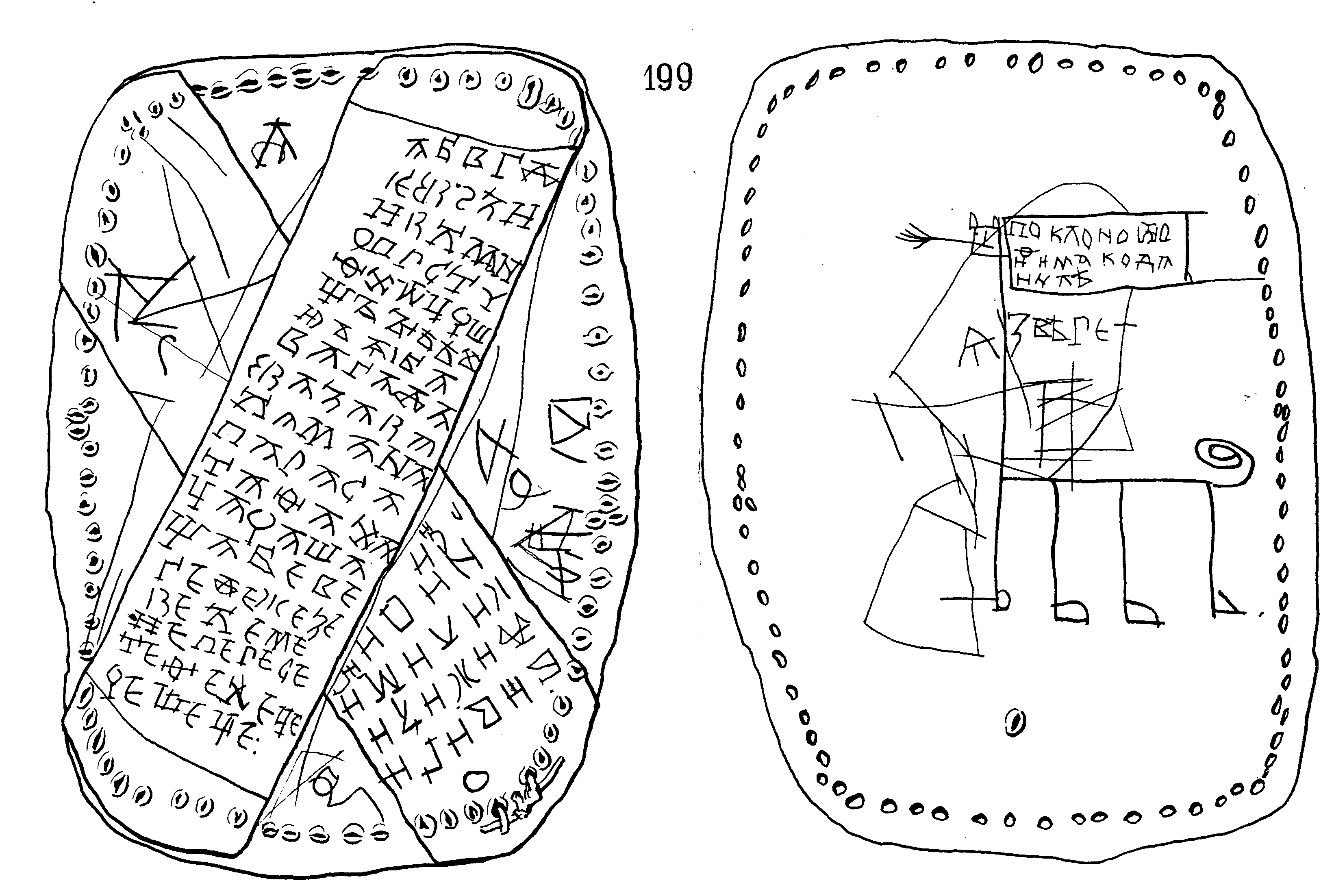
No.199。左はアルファベットの練習、右は手紙冒頭の定型文と怪獣の絵

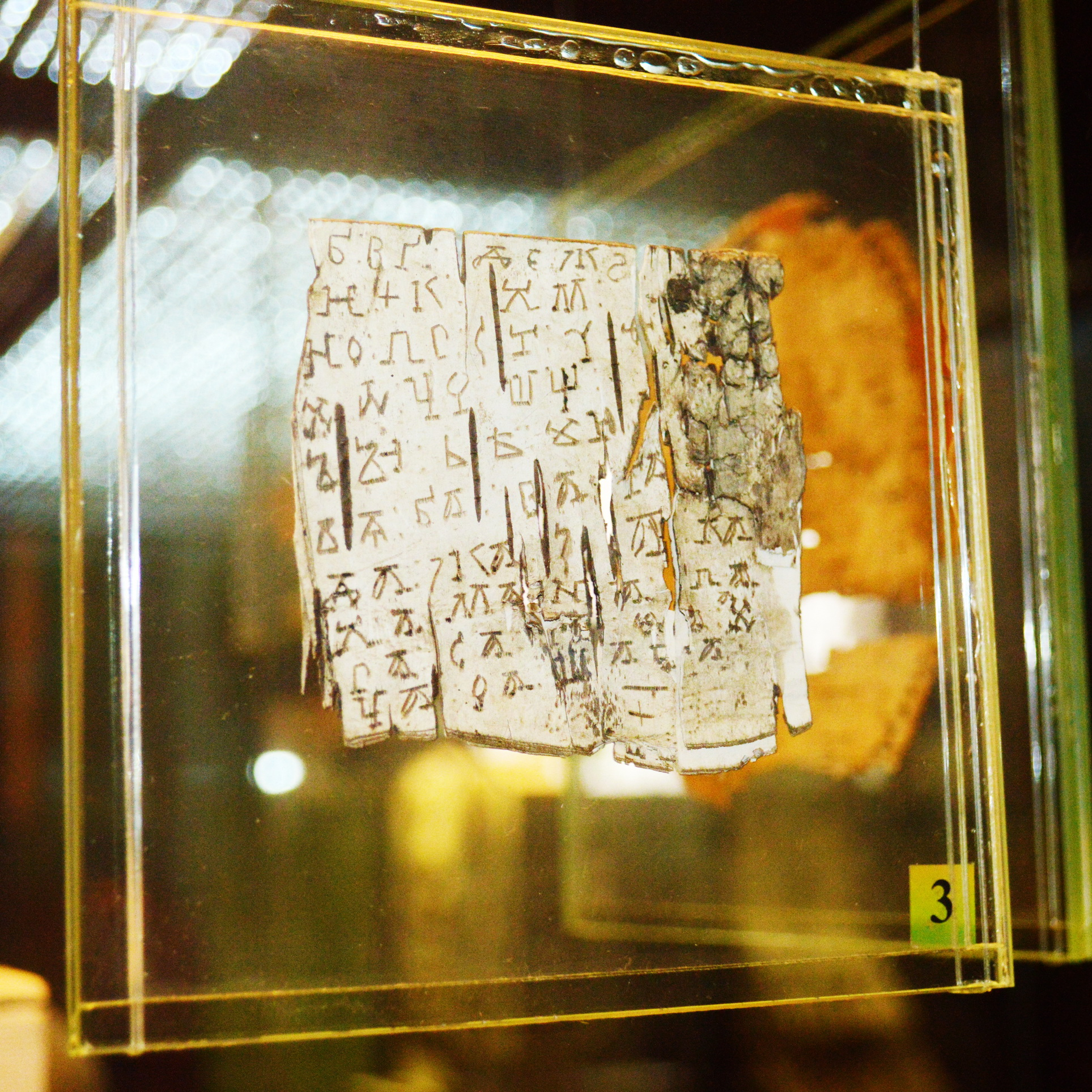
No.201

オンフィームの白樺文書は、中世ノヴゴロド公国の初等教育に関する重要な史料とみなされている。その大部分は、オンフィームが筆記の練習をしたものである。白樺文書No.199の片面には、「ба ва га…、бе ве ге…、би ви ги…」のように1音節ごとにまとめた文字列が、アルファベット順に3セット（子音＋母音аеи：aei。なお子音＋иは途中まで）繰り返されている部分があるが、これは古代ギリシアで用いられていた練習法に相当し、ロシアにおいては20世紀初頭まで用いられた例がある。
V.ヤーニン(ru)は、オンフィームがツェーラ（蝋板。書き取り帳の役割を担った）から、記述により技術の要る白樺樹皮への移行段階にあったとみなしている。また、白樺文書No.199は白樺製のトゥエス（樹皮性の籠、容器）の底面を再利用した切片に書かれているが、トゥエスは練習用に子どもたちによく与えられる物だった。オンフィーム以外にも、名の記述はない子供たちの書いたものが発見されている。
白樺文書No.201にも「ба ва га」等の1音節の文字列が記述されている。A.アルツィホフスキー(ru)は、No.201はオンフィームではなく、白樺文書No.199に名のあるダニラ（おそらく、オンフィームと共に学習していた少年）の手によるものと推測している。
オンフィームは文字列のみではなく、何種類かの定型文を教材として学習している。上述の白樺文書No.199の裏面には「Поклоно ѿ Онѳима ко Данилѣ / オンフィームからダニラヘ挨拶」という、手紙の冒頭に用いられる形式文が書かれており、No.203は「Г(оспод)и помози рабу своѥму Онѳиму / 主よ、汝の僕オンフィームを助けたまえ」という公式の祈りの言葉が、No.206、207、331（おそらく208も）はСледованная Псалтирь(ru) / 補遺詩篇からの短い詩句が引用されて書かれている。No.203の祈りの言葉は、言語学習者が最初に習う成句であったと考えられている。また、No.202は「На Домитрѣ возѧти доложзикѣ / ドミトルから借金を取り立てる」と記述されているが、これはおそらく、練習の手本として商取引の記録書を用いたと考えられている。

### 絵
学習に飽きたのかもしれないオンフィームは、さまざまな絵も描いている。No.199の裏面には、文（「Поклоно ѿ Онѳима ко Данилѣ / オンフィームからダニラヘ挨拶」）と共に、尾のある４本脚の動物の絵が描かれ、「Ѧ звѣре / 私は怪獣」と脇に添えられている。No.200は12文字のアルファベットと共に、馬に乗った騎士のような絵が書かれ、「オンフィーム」と添えられている。No.206は讃詞の一部の下に複数の人が書かれているが、その指の数はまちまちである。また、文・文字などはなく、顔、馬、戦いの場面などのみを描いたものも複数発見されている。これらは、ロシアにおける子どもの描いた絵としては最も古いものの一つである。

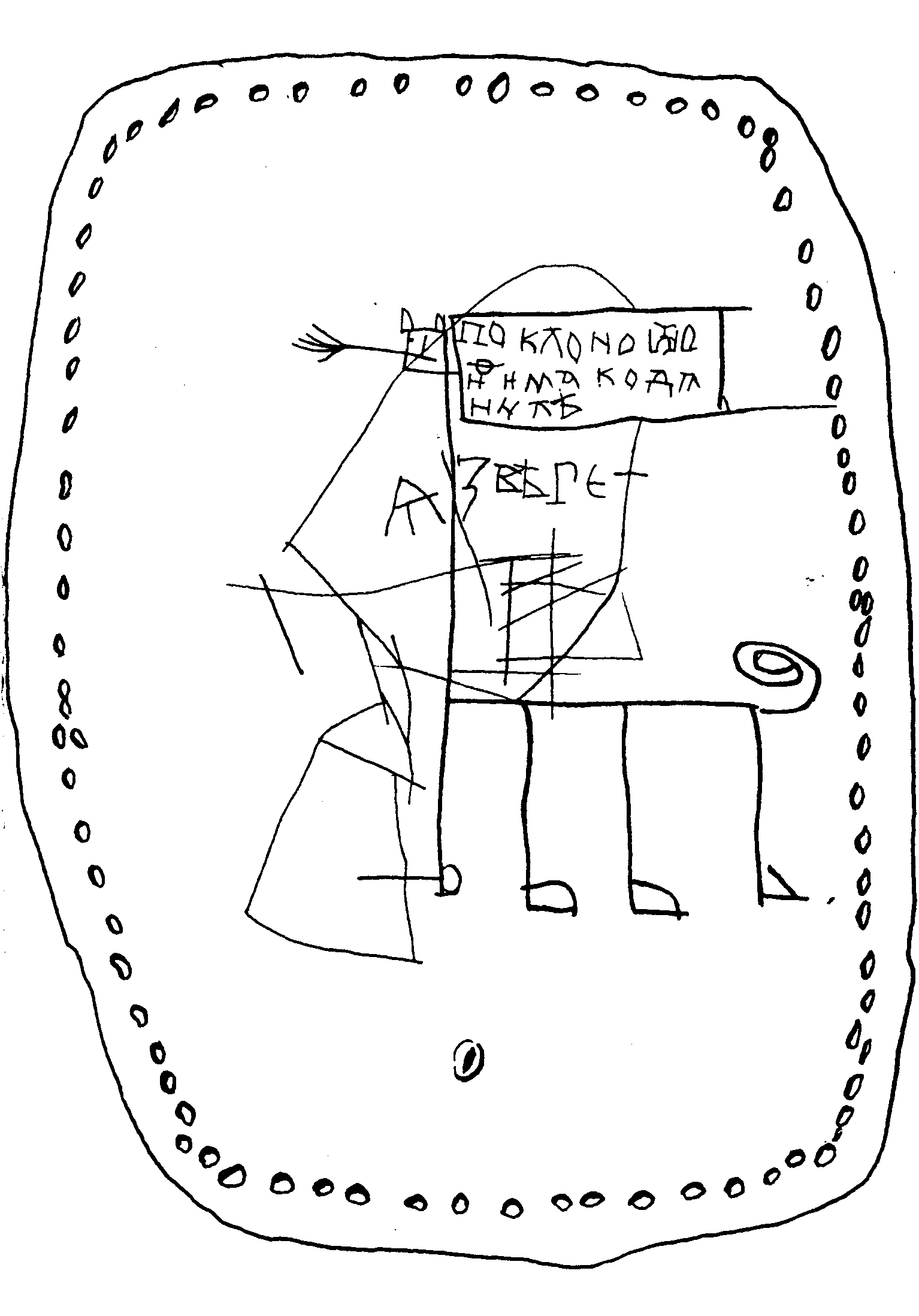
No.199（片面のみ）
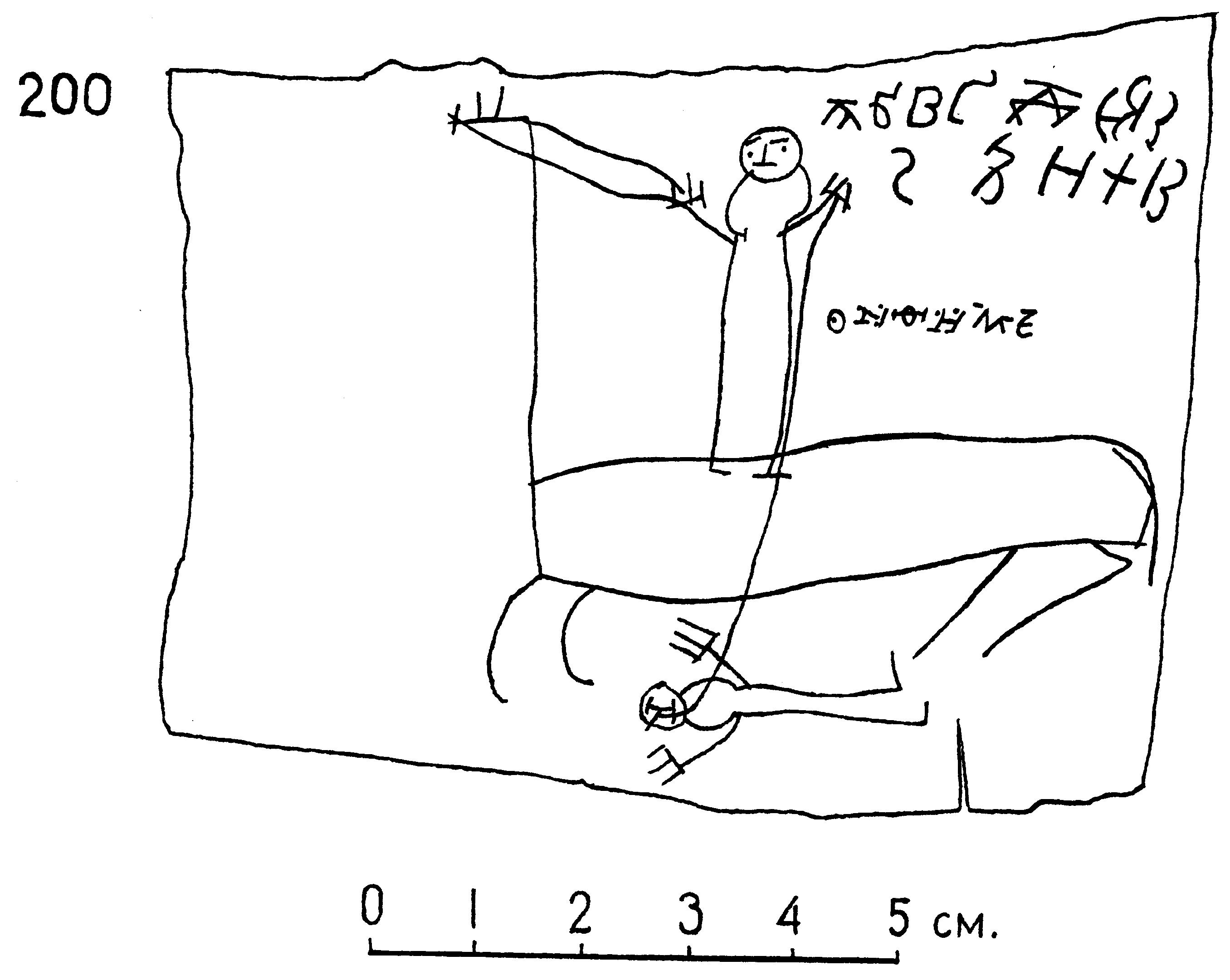
No.200
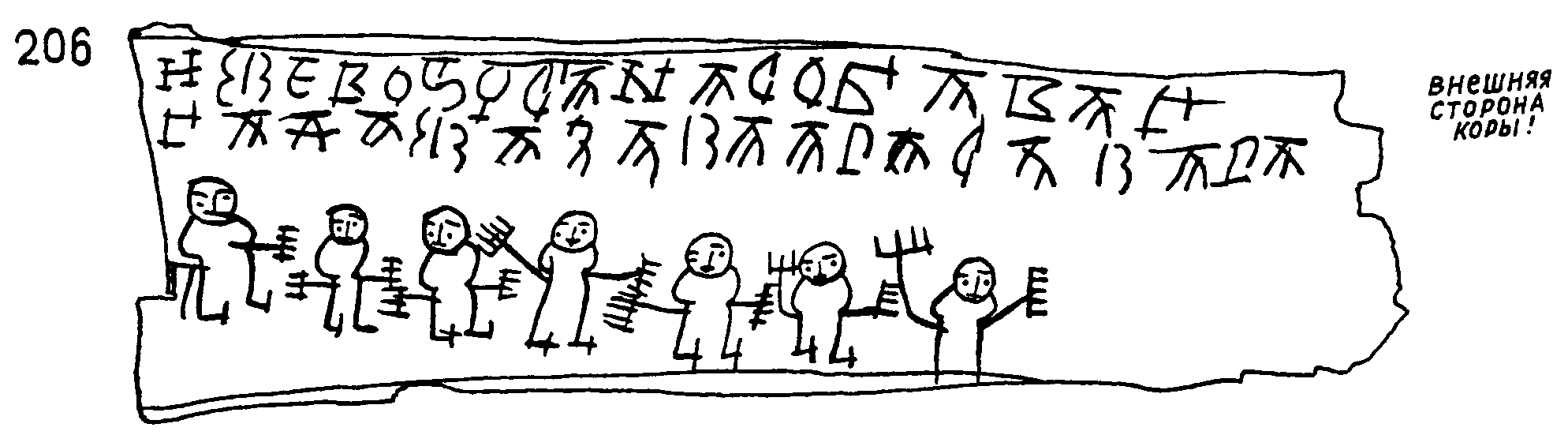
No.206
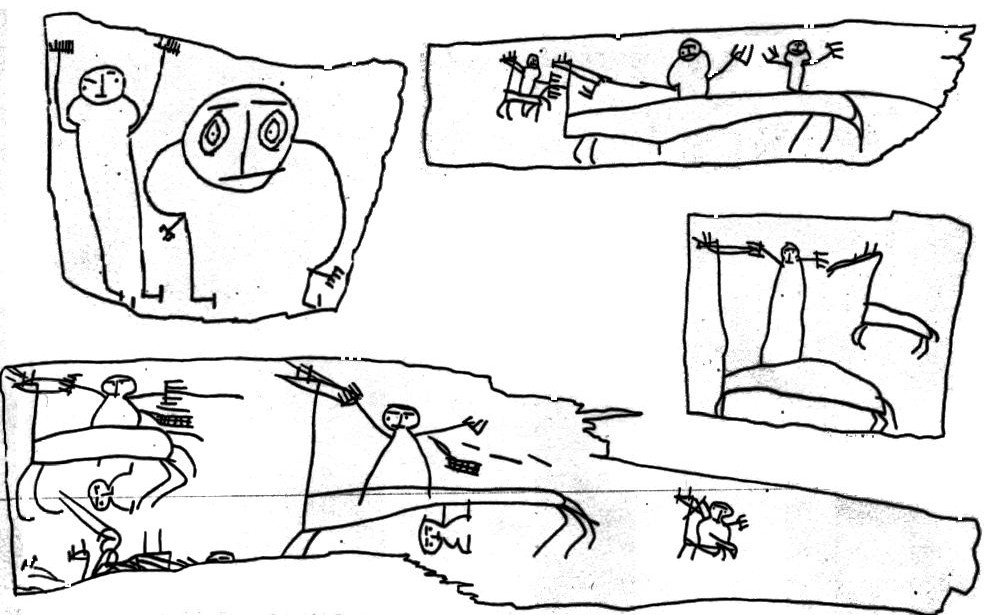
各種の絵

## 記念碑

2019年制作のオンフィーム像

ノヴゴロドでは、2015年には2人の、また2019年には別の彫刻家によって、オンフィームを記念する像が制作、展示されている。